# Sint-Trudokerk (Zundert)
De Sint Trudokerk is een rooms-katholieke kerk aan de Molenstraat in Zundert.
De kerk is gebouwd in 1927 en werd ontworpen door Jan Stuyt.
Het is een driebeukige kruiskerk. De kerk heeft een vierkante kerktoren met een achtzijdig bovenstuk en een spits.
De kerk heeft een grote ronde koepelvormige vieringtoren met een kegelvormig dak. Het koor heeft een halfronde apsis met kooromgang.
In het interieur bevinden zich onder meer werken afkomstig uit de Sint-Michielsabdij (Antwerpen), altaarretabels en twee gebeeldhouwde eiken biechtstoelen. Naast de kerk staat een Heilig Hartbeeld (1949) van Steph Uiterwaal.

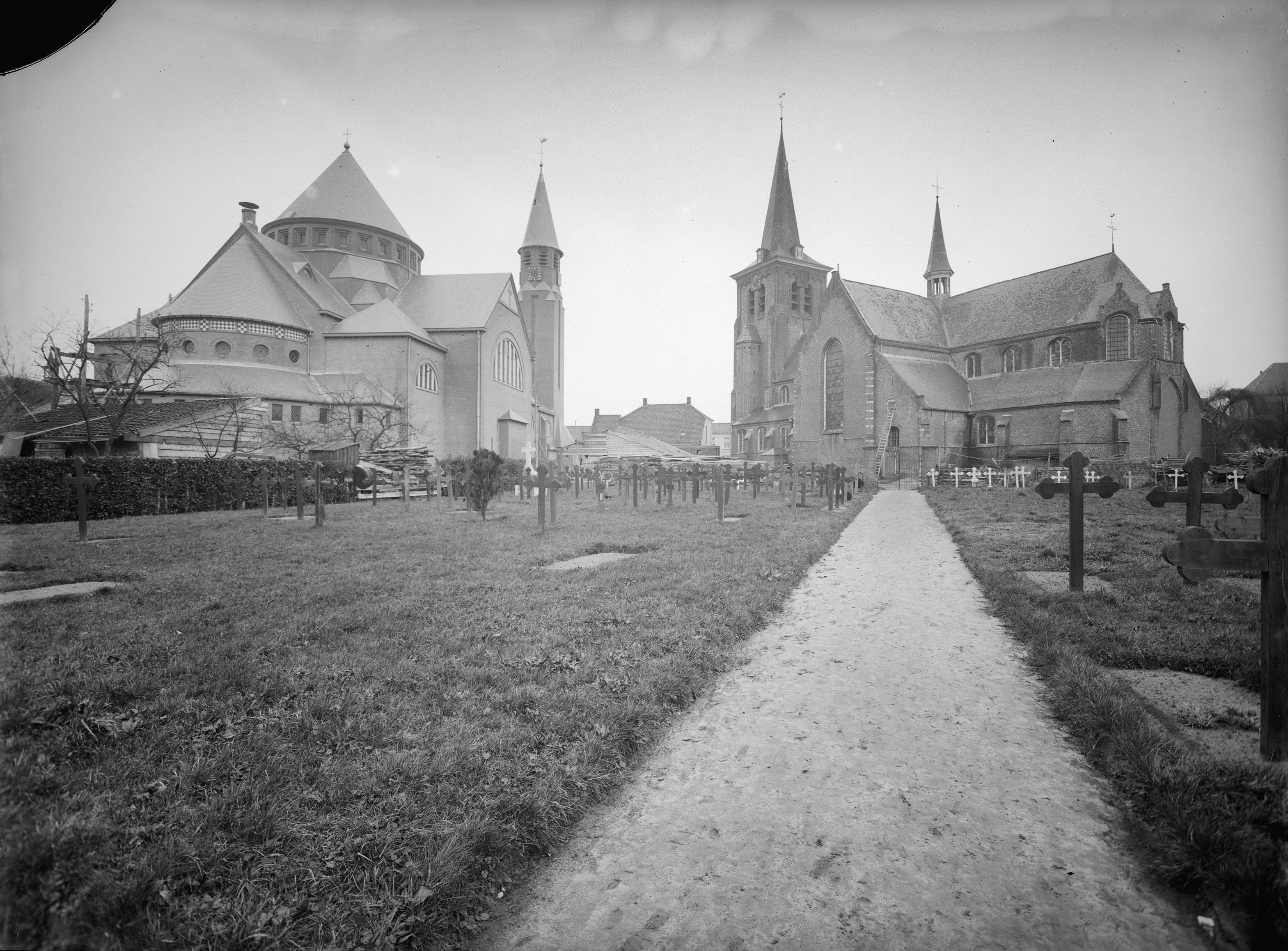
Oude (rechts) en nieuwe Sint-Trudokerk (links) in 1927
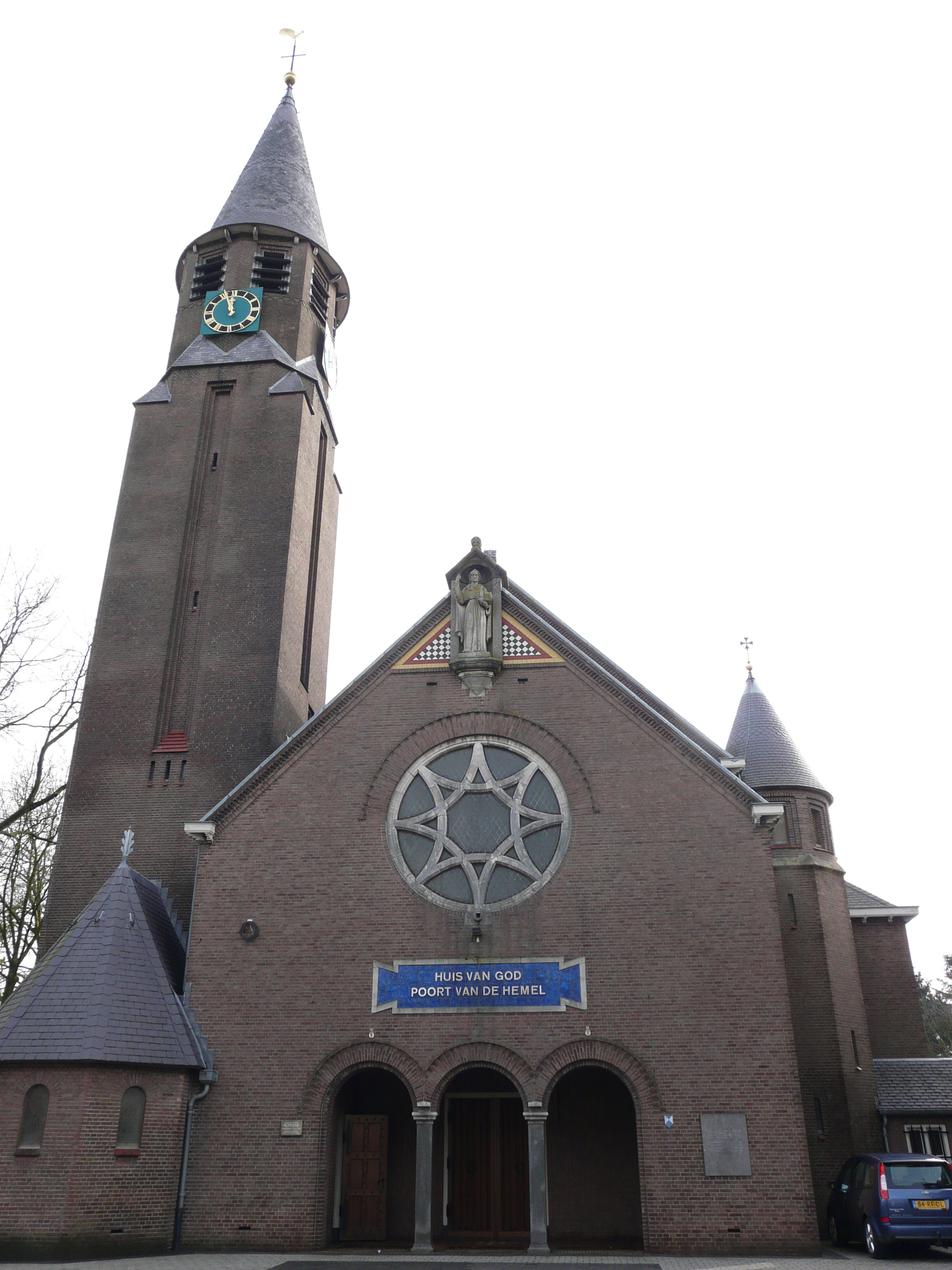
Vooraanzicht
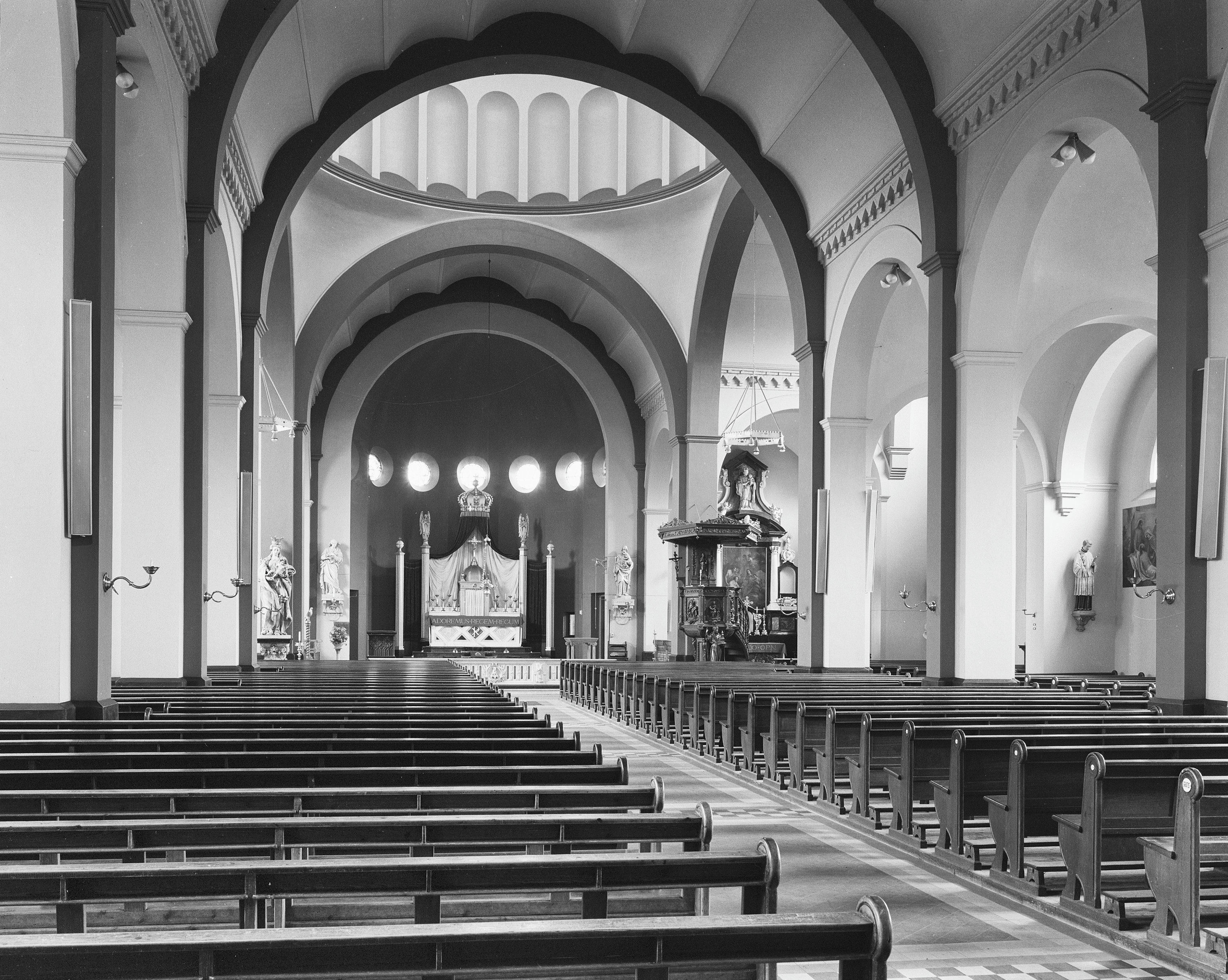
Interieur